# 전자

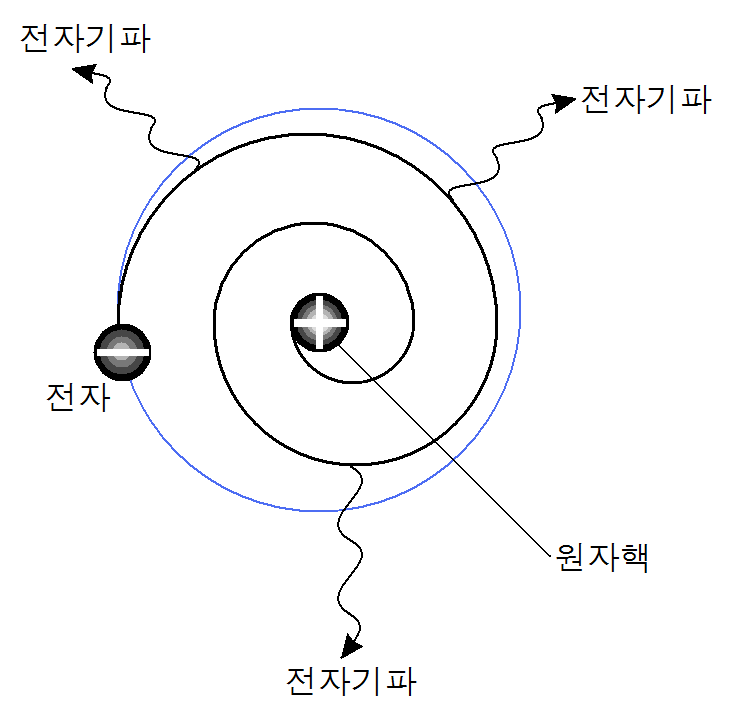
에너지를 잃은 전자

전자(電子, 영어: electron, 
e−
, 
β−
)는 음(-)의 기본 전하를 띠는 아원자 입자이다. 1세대 렙톤이고, 하위 구조나 하부 입자가 알려진 바가 없기 때문에 기본 입자로 여겨진다. 양성자보다 1836배 작은 질량을 가지고 있다. 양자역학적 속성으로 스핀이라 불리는 1/2만큼의 고유각운동량을 가진다. 동일한 양자 상태를 가지는 입자가 존재할 수 없다는 파울리 베타 원리를 따르는 페르미온이다. 다른 기본입자들과 마찬가지로 파동-입자 이중성을 가진다.
전기, 자기, 화학, 열전도 등의 주요한 물리적 현상에 참여하며, 중력, 전자기력, 약한 상호작용의 영향을 받는다. 전하를 띄기 때문에 전기장을 형성하며, 관찰자와 상대적으로 움직이고 있을 경우 자기장이 관찰된다. 전기장과 자기장은 로런츠 법칙에 의해 상호 유도된다. 전자는 가속할 때 광자의 형태로 에너지를 방출하거나 흡수한다. 전자 플라즈마를 통해 개개의 전자를 포착할 수 있으며, 특수한 망원경은 우주 공간에서 날라오는 전자 플라즈마를 탐지할 수 있다. 전자공학, 브라운관, 방사선 치료, 레이저, 입자 가속기 등 다양한 범위에서 응용된다.
전자와 다른 아원자 입자와의 상호작용은 화학이나 핵물리학의 영역이다. 원자핵 내부의 양성자와 전자들은 정전기적 상호작용을 통해 원자를 구성한다. 두 개 이상의 원자는 전자를 공유함으로써 화학 결합을 형성할 수 있다. 1838년 영국의 자연철학자인 리처드 래밍이 처음으로 원자의 화학적 성질을 설명하기 위해 전자라는 개념을 도입했고, 아일랜드의 물리학자 조지 존스턴 스토니가 처음으로 베타 입자에 전자라는 이름을 붙인다. 전자는 방사성 동위 원소의 베타 붕괴나 고에너지 충돌 등으로 인해 자연적으로 발생한다. 전자의 반입자는 양전자라고 하며, 전하가 +1e인 것만 제외하면 모든 성질이 전자와 동일하다. 전자와 양전자가 충돌하는 경우 두 입자는 감마선을 만들어내며 소멸한다.

## 역사

### 전기력의 발견
탈레스는 호박석에 털을 문지르면 작은 물체가 달라붙는 현상인 정전기를 발견한다. 이후 시간이 많이 흘러서, 벤저민 프랭클린에 의하여 번개가 전기라는 사실이 알려진다. 1600년에는 윌리엄 길버트가 《자석에 관하여(De Magnete)》라는 책에서 보석의 일종인 호박석과 같은 물체에서 이를 털로 문지른 다음에 다른 작은 물체들을 끌어당기는 성질을 서술하며 electrica라는 용어를 제시한다. 이는 호박석을 의미하는 그리스어 ἤλεκτρον(엘렉트론)에서 유래한 라틴어 ēlectrum에서 따온 것이며, 전기를 의미하는 영단어 electric과 electricity이 모두 여기서 유래한다.

### 두 종류의 전하를 발견하다
1700년대 초, 샤를 프랑수아 뒤페는 대전된 금박이 비단으로 문지른 유리를 가져다 댔을 때에는 밀려나고, 양털로 문지른 호박석을 가져다 댔을 때에는 끌려온다는 사실을 발견한다. 이러한 종류의 실험을 반복한 이후 뒤페는 두 종류의 전기가 존재한다는 사실을 발견하고는 각각 유리전기(vitreous)와 수지전기(resinous)라는 용어를 붙인다. 미국의 과학자 에베니저 키너슬리 역시 이후 독립적인 연구를 통해 뒤페와 동일한 결론을 얻는다.(p. 118) 이로부터 대략 10년이 지나고 벤저민 프랭클린은 두 종류의 전기가 있는게 아니라, 한 가지 종류의 전기가 많고(+) 적음(−)에 따라 이런 현상이 나타나는 것이라고 설명한다. 전기를 음과 양으로 구분하는 방식은 프랭클린이 고안한 이후 현대까지도 사용되고 있다. 또한 프랭클린은 이 한 종류의 전기가 양전하의 이동으로 발생한다고 생각했다. 하지만 이는 실험적 결과에 근거한 것은 아니었다.
1838년에서 1851년 사이, 영국의 자연철학자 리처드 래밍은 전하의 기본단위로 둘러쌓인 형태의 원자 개념을 제시한다. 1846년 초에 빌헬름 에두아르트 베버는 전기가 양으로 대전된 흐름과 음으로 대전된 흐름으로 인해 발생한다고 보았으며, 이들의 상호작용이 역제곱 법칙을 따를 것으로 추측했다. 1874년에 전기 분해에 대한 연구가 진행되자 아일랜드의 물리학자인 조지 존스턴 스토니는 전하의 기본단위가 존재하고, 그 기본 전하는 1의 원자가를 가지는 이온의 전하와 동일하다는 가설을 세웠다. 스토니는 이 값을 패러데이의 전기분해 법칙에 의해 e라고 제안했다. 스토니가 밝혀낸 사실들은 대부분 현대에도 그 사실성이 입증되었지만, 원자에 전자가 영구히 부착되어 분리할 수 없다고 주장하는 실수를 저지른다. 1881년 독일의 물리학자 헤르만 폰 헬름홀츠는 양전하와 음전하가 모두 원자처럼 행동하는 기본 단위로 나뉠 수 있을 것이라고 주장했다.
스토니는 1881년에 전기의 기본 단위에 electrolion이라는 단어를 사용하고, 1894년에는 electric과 ion의 합성어로 electron이라는 단어를 처음으로 사용한다. 1906년에 헨드릭 로런츠는 electrion이라는 용어를 도입하려고 시도했으나 실패하고, electron이라는 단어가 계속 사용된다. 이후로 접미사 -on은 양성자(proton), 중성자(neutron), 페르미온, 보손 등 아원자 입자를 나타내는 단어로 꾸준히 사용되고 있다.

### 음극선 연구와 자유전자의 발견

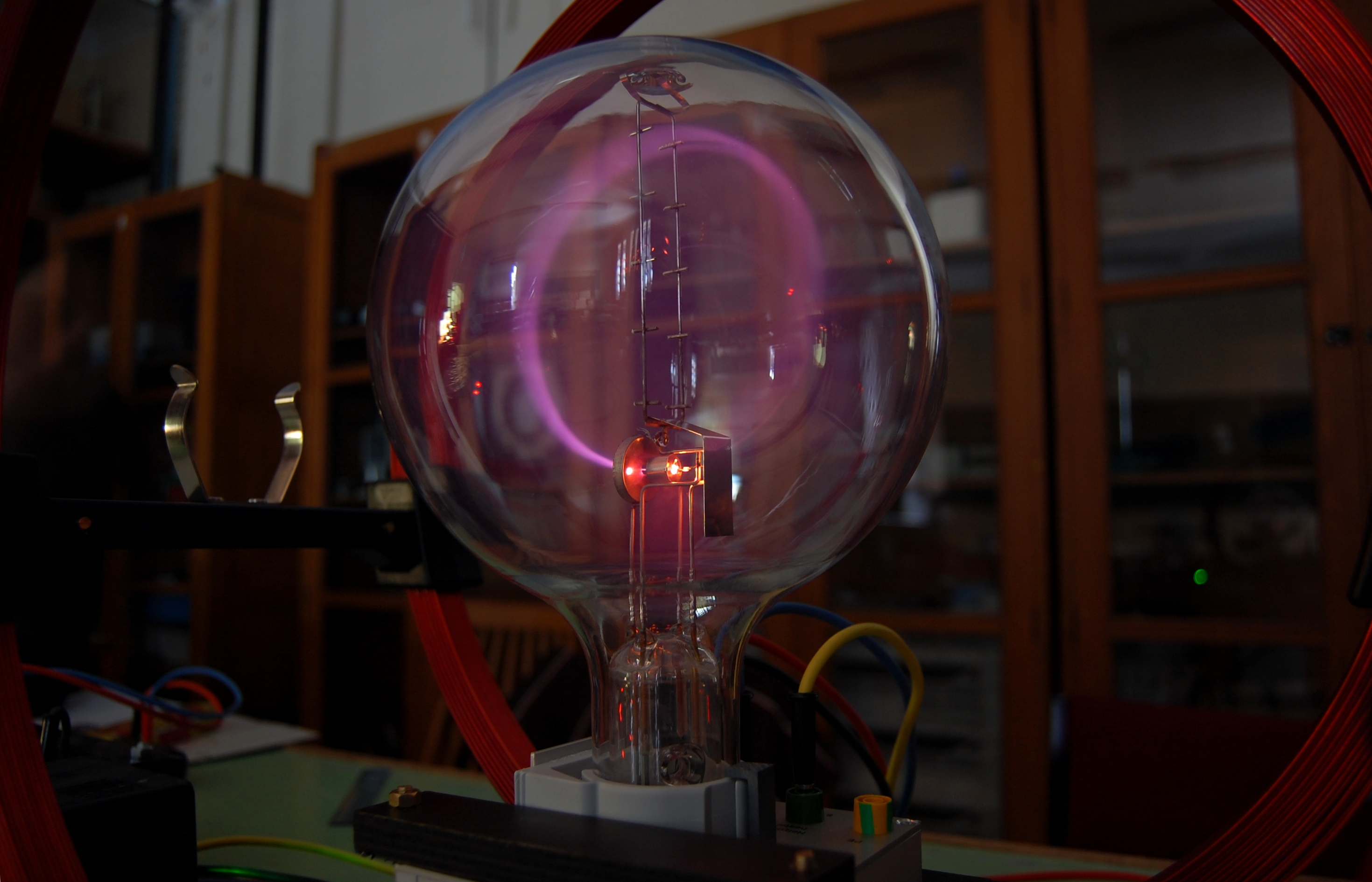
전자빔이 자기장에 의해 원형으로 휘어있다.

톰슨이 원자의 구성성분이자 입자로써의 전자를 발견한 데에는 수십년간 수많은 물리학자들이 음극선을 가지고 연구한 공로가 담겨있다. 1859년, 율리우스 플뤼커는 음극선관에서 인광을 발견하고, 이 빛이 자기장에 의해 움직인다는 사실을 기록한다. 1869년에 플뤼커의 제자인 요한 빌헬름 히토르프는 음극 앞에 고체 장애물을 둘 경우 인광에 그림자가 생긴다는 사실을 발견하고, 음극선에서 방사된 무언가가 직진하여 음극선관의 유리병을 때림으로써 인광을 발생시킨다고 추측한다. 1876년에 독일의 물리학자 오이겐 골트슈타인은 이 빛이 음극 표면에 수직한 방향으로 방사되며 백열등의 빛과는 다른 종류의 무언가라는 사실을 발견하고 음극선이라 이름짓는다.:393
1870년대에 영국의 화학자이자 물리학자인 윌리엄 크룩스는 진공관으로서의 음극선을 개발하고, 1874년에는 진행경로에 작은 바람개비를 두었을 때 돌아간다는 사실을 발견하여 음극선에 운동량이 존재함을 처음으로 기록한다. 크룩스는 여기서 멈추지 않고 자기장을 가했을 때 음극선이 휜다는 사실로부터 음극선이 음전하를 띄었을지도 모른다고 주장한다. 1879년에 크룩스는 이를 두고 음극선이 전하를 띈 분자이며, 기체와 유사하지만 매우 긴 평균자유행로를 가지는 네번째 물질의 상태라는 결론을 내린다.:394–395
독일 태생의 영국인 물리학자 아서 슈스터는 크룩스의 실험에 전위를 추가적으로 가하고, 음극선이 양극으로 휘는 것을 관찰함으로써 음극선이 음극을 띠었음을 더욱 분명히 한다. 이 때 휘는 정도를 측정해 1890년에 이미 음극선의 비전하를 어림잡아 계산한다. 그러나 전자는 원자보다 수천배나 작은 질량을 가진지라 당시 계산결과는 기대했던 것보다 매우 크게 나왔고, 학계로부터 크게 신임받지 못하였다.
1892년에는 헨드릭 로런츠가 음극선을 구성하는 입자가 단위 전하를 가지고 있는 것이 아닌, 일정한 비전하로 커지는 질량을 가지고 있다는 제안을 한다.

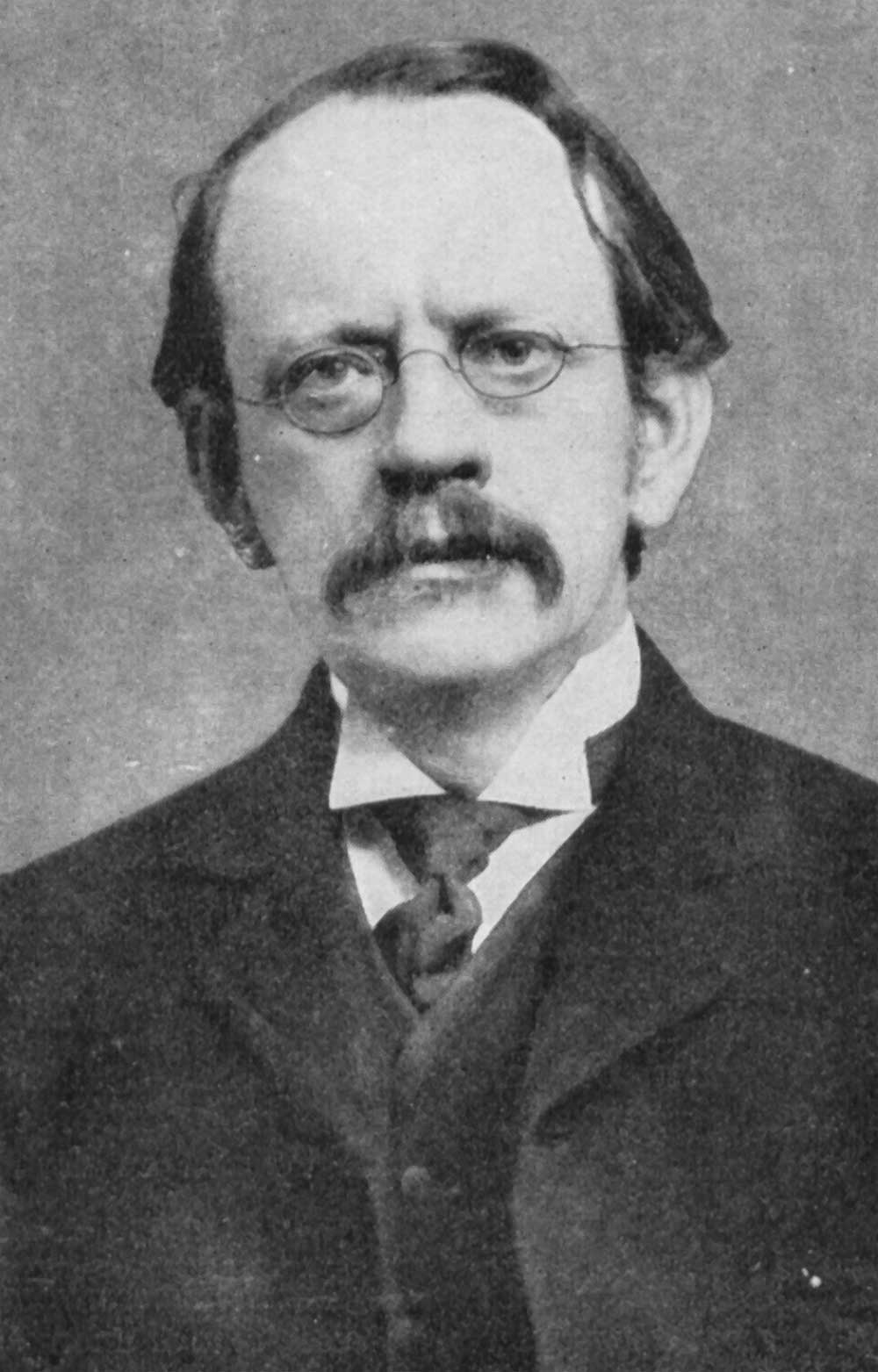
조지프 존 톰슨

자연적으로 형광을 띄는 물질을 연구하던 프랑스의 물리학자 앙리 베크렐은 이들이 외부에서 어떠한 에너지를 가하지 않아도 자체적으로 발광한다는 사실, 즉 방사성 붕괴를 1896년에 발견한다. 이 현상은 발견 당시부터 전세계의 과학자들의 이목을 끌었다. 뉴질랜드의 물리학자 어니스트 러더퍼드는 이 물질들이 입자를 방출한다는 사실을 발견하고서 물질의 투과 정도에 따라 알파 입자와 베타 입자로 분류한다. 1900년에 베크렐은 라듐이 방출하는 베타선을 연구하다가 베타선이 전기장에 의해 음극선의 비전하와 같은 비전하로 휘어진다는 사실을 발견한다. 베크렐은 몰랐지만 이는 전자가 원자의 구성물이라는 대표적인 증거이다.
1897년, 영국의 물리학자 조지프 존 톰슨은 존 실리 타운센드, 해롤드 앨버트 윌슨과 함께 음극선이 원자나 분자, 파동이 아닌 새로운 종류의 입자라는 사실을 증명하는 실험을 설계한다. 톰슨은 이렇게 발견한 입자의 전하량과 질량을 정확하게 계산해내고, 가장 가벼운 원자인 수소보다도 2,000여배가량 가벼운 성질에 착안하여 소체(corpuscles)라 명명한다. 또한 이 입자가 음극선뿐만 아니라 방사성 물질에서도, 열을 가한 물질에서도, 특별한 빛을 조사한 물질에서도 방출된다는 사실을 발견한다. 전자(electron)이라는 이름은 조지 프란시스 피츠제럴드와 헨드릭 로런츠에 의해 자리잡게 된다.(p. 273)

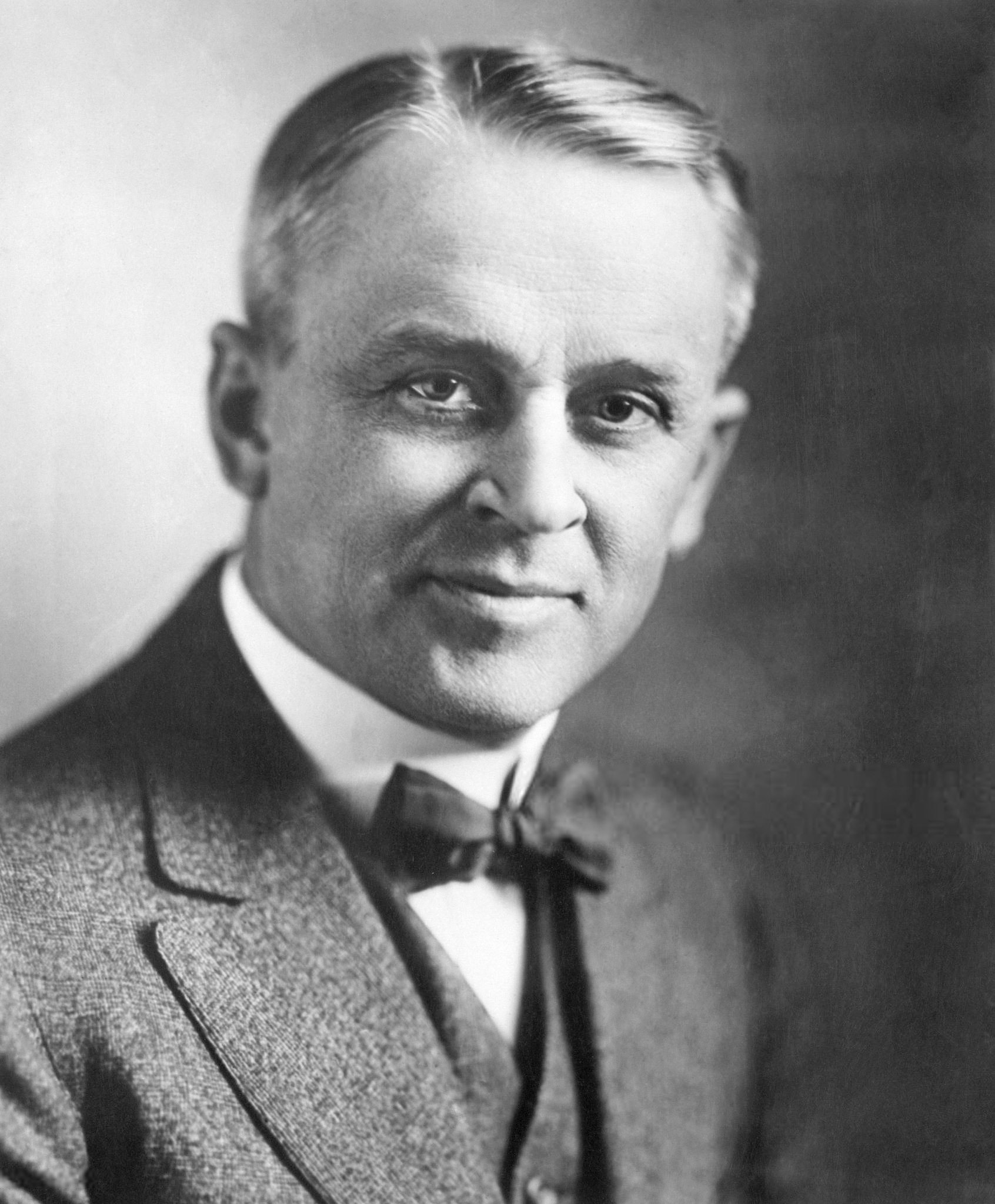
로버트 앤드루스 밀리컨

전자의 질량은 미국의 물리학자 로버트 앤드루스 밀리컨과 하비 플레처가 1909년에 실시한 기름방울 실험에서 측정되어 1911년에 보고된다. 이 실험은 전기장을 통해 낙하하는 대전된 기름방울을 중력으로부터 잡아내는 방식으로 이루어졌다. 그 결과 기름 방울들이 어떤 특별한 값의 정수배로 전하를 띤다는 사실이 밝혀졌다. 톰슨은 물방울로 비슷한 실험을 했지만 물이 쉽게 증발하는 바람에 정확한 값을 얻는데 실패했고, 아브람 요페는 금속 방울을 가지고 같은 실험을 해서 1913년에 그 결과를 발표한다.
이로써 밀리컨은 기름방울의 전하량을 측정했고, 많은 기름방울을 측정한 결과, 그 값이 대략 1.60×10-19의 정수배값을 갖게된다는 것을 확인했다. 현재의 정밀한 기술에 의한 실험 결과는 e = 1.60217634×10-19C이다. 한편 톰슨의 공식 {\displaystyle e \over m} = 1.759×1011C/kg에 대입하면 전자의 질량(m=9.1084499147×10-31kg)을 구할 수 있다.
톰슨의 전자 발견과 비슷한 시기에 대전된 입자가 과포화 상태의 증기를 지나가면 그 경로를 따라 구름이 생긴다는 사실이 발견되고, 1911년에는 찰스 윌슨이 이를 응용하여 안개 상자를 발명한다.
원자와 전자의 관계는 닐스 보어가 고전양자론으로 원자를 이해하려고 시도한 이후 헨리 모즐리의 X선 스펙트럼 실험이 뒤따르면서 구체적으로 밝혀지기 시작했다.

### 원자론

보어 모형. 각 궤도의 에너지 준위가 주양자수 n에 따라 양자화되어 있다. 전자는 광자의 형태로 에너지를 방출하며 더 낮은 에너지 준위로 이동한다.

1914년까지 어니스트 러더퍼드와 헨리 모즐리, 제임스 프랑크, 구스타프 헤르츠 등이 여러 가지 실험을 통해 원자의 중심에 양전하를 띄는 원자핵이 존재하고, 이보다 수천배가량 가벼운 전자가 그 주위를 돌고 있다는 사실을 밝혀낸다. 1913년에는 덴마크의 물리학자 닐스 보어가 전자가 가질 수 있는 에너지 준위가 양자화되어있으며, 이 에너지는 전자 궤도의 각운동량에 의해 결정된다는 사실을 보인다. 보어는 이러한 모델을 통해 수소원자의 선스펙트럼이 어떤 에너지 준위에 있는 전자가 다른 에너지 준위로 이동하기 위해서는 그 차이만큼의 에너지를 광자의 형태로 흡수 또는 방출 하기 때문에 나타나는 현상이라고 완벽하게 설명해낸다. 그러나 보어의 이론은 왜 각 스펙트럼의 세기가 다르게 나타나는지, 그리고 여러 개의 양성자를 가진 헬륨 이상의 원자에서 나타나는 선스펙트럼의 양상은 설명하지 못했다.
원자간 화학 결합 역시 전자에 의해 설명되기 시작한다. 1916년에 길버트 뉴턴 루이스는 공유 결합이 두 원자가 전자쌍을 서로 공유하며 나타나는 현상임을 밝혀냈고, 1927년에는 발터 하이틀러와 프리츠 론돈이 양자 역학의 언어로 원자들이 어떻게 전자쌍을 서로 공유하는지 설명해내는데 성공했다. 1919년에는 미국의 화학자 어빙 랭뮤어가 루이스의 정적 모형에 덧붙여 전자껍질의 두께들이 모두 동일하여 동심원을 이룬다고 주장하는데, 곧이어 전자 껍질에 전자쌍이 들어갈 수 있는 방이 여러개 존재한다는 원자모형을 제안한다. 이 랭뮤어의 원자모형은 주기율표 상의 모든 원소들이 화학 결합을 형성하는 방식을 성공적으로 설명해낸다.
1924년에는 오스트리아의 물리학자 볼프강 파울리가 원자의 껍질 구조를 네 종류의 양자적 에너지 상태로 설명할 수 있으며, 각 상태에는 한 개 이상의 전자가 들어갈 수 없다는 파울리 배타 원리를 제안한다. 그러나 당시까지 전자의 양자적 상태로는 궤도 번호와 각운동량밖에 밝혀져 있지 않은지라 나머지 파울리가 주장한 나머지 두 가지 에너지 상태는 아직 가설의 영역에 불과했다. 그러나 1925년에 네덜란드 출신의 두 물리학자 사무엘 구드스미트와 조지 울렌벡이 자기 쌍극자 모멘트가 양자화되어 있고, 전자만의 고유 각운동량이라는 개념을 제안하면서 나머지 두 에너지 상태도 모습을 드러낸다. 이 고유 각운동량이라는 개념은 지구가 공전뿐 아니라 자전도 한다는 사실에서 착안한 것으로, 이후 슈테른-게를라흐 실험을 통해 그 실재가 증명됨과 동시에 스핀이라는 이름으로 알려지게 된다. 스핀의 도입으로 인해 선스펙트럼을 고해상도로 보았을 때 선이 갈라져 미세 구조가 나타나는 이유도 동시에 설명된다.

### 양자역학

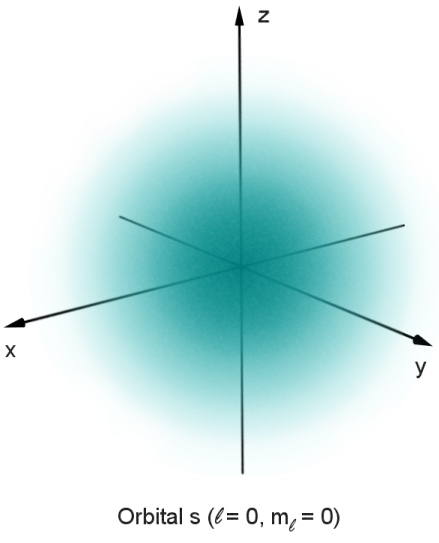
양자 역학에 따르면 전자는 원자 내부에서 궤도가 아닌 오비탈이라는 확률밀도의 형태로 분포한다. 위 그림에서 색이 진할수록 전자의 발견 확률이 크다.

드브로이는 1924년에 발표한 박사학위 논문 《양자이론에 대한 연구Recherches sur la théorie des quanta》에서 물질파 가설을 제안한다. 물질파 가설이란 모든 물질이 빛처럼 파동-입자 이중성을 가진다는 것인데, 실제로 빛은 그 진행 경로와 위치를 특정할 수 있으며 운동량을 가지는 등 입자설을 가지는 동시에, 이중 슬릿 실험에서 보여주듯 회절하는 파동의 특성도 동시에 가지고 있음이 당시에 알려져 있었다. 이후 조지 패짓 톰슨은 1927년에 전자를 얇은 금속 박막에 통과시켜서 회절무늬를 관찰하고, 클린턴 조지프 데이비슨과 레스터 저머는 니켈 결정에 전자빔을 쏘았을 때에도 회절무늬가 나타난다는 사실을 발견함으로써 물질파 가설이 참임을 증명한다.
전자가 파동성을 가진다는 드브로이의 가설은 에르빈 슈뢰딩거에 의해 빛을 발한다. 슈뢰딩거는 전자를 파동으로 해석하여 원자핵에 전자기력으로 포섭된 전자의 움직임을 파동함수라는 개념으로 모델링하고, 1926년에 이를 슈뢰딩거 방정식으로 발표한다. 이 방정식은 전자의 회절과, 보어는 설명하지 못했던 다양한 원자들의 선스펙트럼 양상을 정량적으로 설명해내는데 성공한다. 또한 이 파동함수라는 개념은 이후 전자의 정확한 위치가 아닌, 발견 확률을 나타내는 함수로 해석됨으로써 양자역학의 두 번째 장을 연다.
1928년에는 파울리의 업적에 폴 디랙이 특수 상대성이론과 해밀토니언의 대칭성을 첨가하여 디랙 방정식이라는 새로운 전자 모형을 제시한다. 디랙은 1930년에 이 방정식의 상대론적 해를 구하는 과정에서 진공을 음의 에너지로 가득찬 공간인 디랙의 바다로 해석하였다. 이는 곧 양전자가 존재한다는 뜻으로, 반물질의 존재를 암시하는 것이다. 2년 후인 1932년에 칼 데이비드 앤더슨이 양전자를 발견하여 디랙의 이론이 맞았다는게 증명된다. 앤더슨은 기존의 전자를 음전자(negaton)로 부르자고 제안하지만, 이는 받아들여지지 않는다.
1947년에는 윌리스 유진 램과 석사과정 학생 로버트 러더퍼드는 분명히 같은 에너지값을 가져야 하는 두 양자 상태가 서로 미세한 차이로 벌어져 있음을 발견하고 램 이동이라 명명한다. 동시에 폴리카프 쿠시는 실험 결과 전자의 자기모멘트가 디랙이 계산한 이론값보다 조금 더 큰 값을 가진다는 사실을 발견한다. 이 차이는 이후 이상자기모멘트라 불리게 되며, 1940년대 후반에 도모나가 신이치로, 줄리언 슈윙거, 리처드 파인만 등에 의해 양자 전기역학이라는 학문이 구축되며 설명된다.

### 입자가속기
입자가속기가 개발된 이후로 물리학자들은 아원자 입자를 더 깊이 들여다볼 수 있게 되었다. 1942년에 전자기 유도를 응용하여 개발한 베타트론을 통해 처음으로 전자를 2.3 MeV까지 가속하는데 성공한다. 1947년에는 제너럴 일렉트릭에서 싱크로트론 방사 기술을 개발하여 전자를 70 MeV까지 가속시킨다. 이로써 전자는 빛의 속도에 근접하게 가속되기 시작한다.
1968년에는 세계 최초의 입자 충돌기인 ADONE가 운영을 시작한다. 전자와 양전자를 서로 반대방향으로 가속시켜 충돌시킴으로써 입자를 정지한 판에 충돌시키는 기존의 방식에 비해 두 배로 높은 에너지를 다룰 수 있게 된 것이다. ADONE은 1.5 GeV까지의 에너지를 다룰 수 있었는데, 1989년부터 2000년까지 운영된 CERN의 대형 전자-양전자 충돌기(LEP)는 무려 209 GeV까지 그 에너지를 높임으로써 입자물리학의 표준 모형 연구에 지대한 공헌을 했다.

## 성질

### 분류

표준 모형의 기본 입자들. 전자(e)가 좌측 하단에 있다.

표준 모형에 의하면 전자는 렙톤이라는 기본 입자 그룹에 속하여 어떠한 하부 구조도 존재하지 않는다. 전자는 전하를 가지는 렙톤 중에서는 가장 작은 질량을 가지며, 세대를 따지자면 1세대에 속한다. 2세대 렙톤 중에서는 뮤온이, 3세대 렙톤 중에서는 타우 입자도 전하를 띄지만 전자보다 훨씬 무겁다. 렙톤은 강한 상호작용을 하지 않는다는 점에서 같은 기본 입자인 쿼크와 구분된다. 렙톤들은 모두 반정수 스핀을 가지는 페르미온이다.

### 기초적 성질
전자의 불변 질량은 9.109×10−31 킬로그램이고, 원자 질량 단위로 보자면 5.489×10−4 u이다. 아인슈타인의 질량-에너지 등가 원리에 의하면 0.511 MeV 만큼의 정지에너지를 가지는 것이다. 양성자와 비교하면 1836배 가볍다. 물리학자들은 이 양성자 전자 질량비가 시간에 따라 달라지지는 않는지를 관측했는데, 표준 모형이 예측하는 바와 같이 최소한 우주의 나이 절반부터는 지금의 값을 가졌다는 사실을 밝혀냈다.
전하는−1.602176634×10−19 쿨롱이고, 그 자체로 기본 전하 e로 사용한다. 양성자와 정확히 같은 크기에 부호만 반대인 전하값을 가지고 있다.
고유 각운동량, 즉 스핀 양자수는 ⁠1/2⁠이다. 모든 페르미온들이 이러한데, 단위까지 같이 쓰자면 ⁠ħ/2⁠의 고유 각운동량을 가지고, 한 축을 잡아 사영한다면 ±⁠ħ/2⁠의 값을 가지는 것이다. 또 전자는 스핀 축을 따라 고유 자기 모멘트를 가진다. 이 크기는 보어 마그네톤과 일치하는데, 그 값은 9.27400915(23)×10−24 J T-1이다. 자기모멘트에 대한 스핀의 방향은 나선도라는 새로운 성질을 정의한다.
전자가 유한한 크기를 가진다는 가설은 상대성이론과 양립할 수 없고, 그렇다고 크기가 없는 점입자로 간주한다면 자체에너지가 발산해야한다는 문제를 가진다. 따라서 현대 이론물리학계에서는 이 문제를 해결하기 위해 연구를 이어가고 있다. 양자역학을 배제하고 고전적인 이론을 통해 예측한 고전전자반지름은 2.8179×10−15 m인데, 이는 양성자의 반지름보다도 크다. 에너지에 대한 불확정성 원리를 적용하면 전자의 이론적 반경은 10−18 m를 넘을 수 없는데, 페닝 트랩을 이용한 실험 결과는 전자의 직경이 10−22 m를 넘을 수 없다는 사실을 보여준다.
많은 기본 입자들이 더 작은 질량의 입자로 붕괴한다. 일례로 뮤온은 2.2×10−6초의 평균 수명이 지나면 전자, 뮤온 중성미자, 전자 반중성미자로 붕괴한다. 반면에 전자는 전하를 가진 기본 입자들 중 가장 가벼워서, 그 붕괴는 전하량 보존 법칙에 위배된다. 이에 따라 전자는 붕괴하지 않을 것이라는 예측이 지배적이며, 실험적으로는 6.6×1028년 이상의 평균 수명을 가지고 있다는 사실이 90%의 신뢰 구간으로 인정된다.

### 양자적 성질

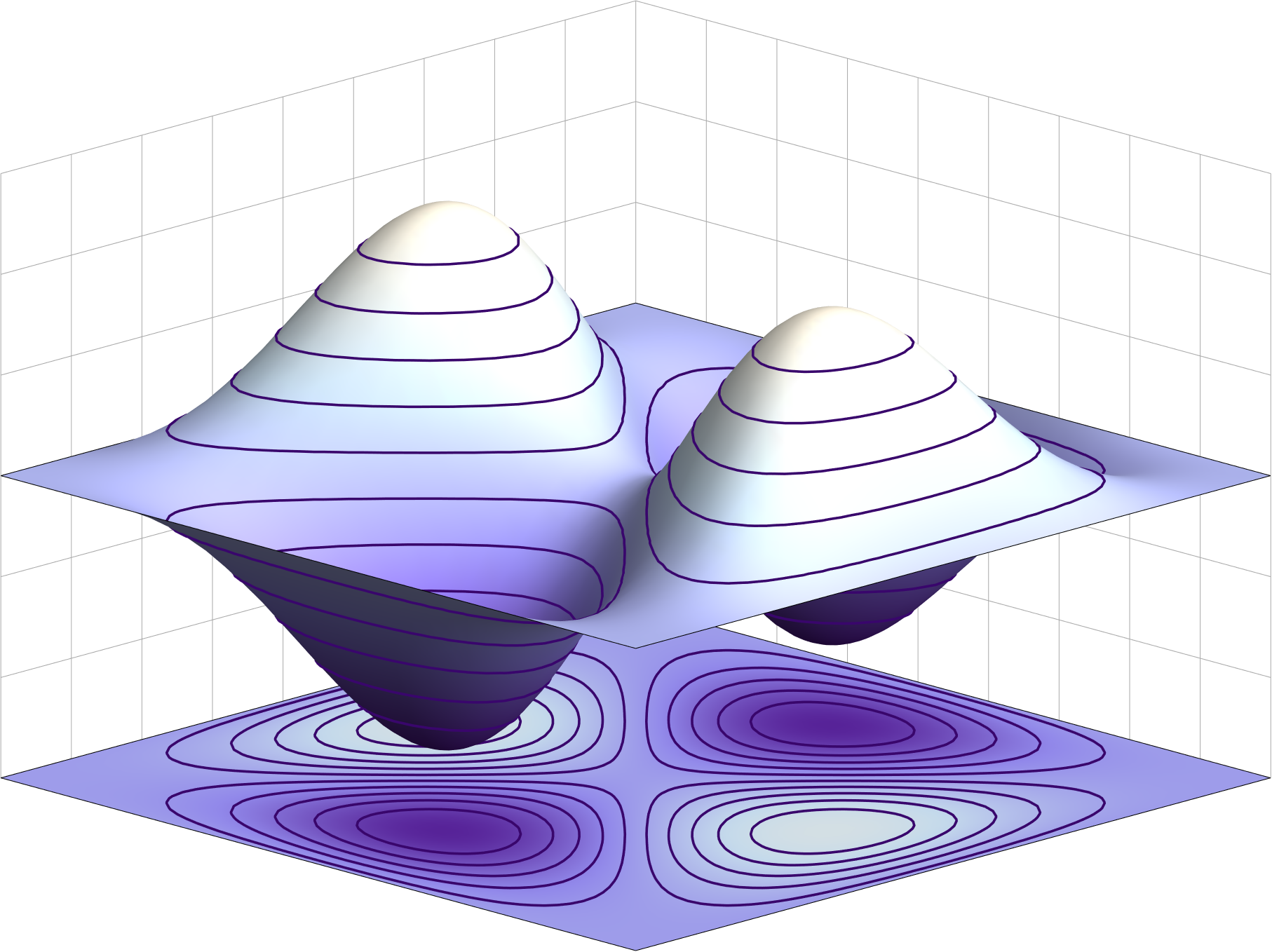
동일한 페르미온 두개가 1차원 상자 속에서 서로 위치를 바꿀 때, 그 부호만 달라진다. 이는 반대칭적 파동함수라 한다.

다른 입자들과 마찬가지로, 전자 역시 파동성을 띈다. 이는 파동-입자 이중성이라고 하는 성질로, 이중 슬릿 실험에 의해 쉽게 검증할 수 있다.
전자는 파동성을 가지므로 두 개의 슬릿을 동시에 통과한다. 양자 역학에서 입자의 파동성은 복소함수인 파동 함수로 기술되는데, 파동 함수를 나타낼 때에는 대부분 그리스어 알파벳 프사이(ψ)로 표기한다. 이 파동함수의 절댓값을 제곱하면, 입자가 그 위치에서 발견될 확률 밀도를 얻을 수 있다.:162–218
전자들은 서로 고유 성질이 모두 동일하여 이론적으로 구분할 수 없는 동일 입자 관계이다. 이는 곧 상호작용하는 전자들이 서로 위치를 바꾸더라도 우리가 이것을 알 수 없다는 것을 의미한다. 페르미온의 파동함수는 반대칭적이라고 하는데, 이는 두 서로 상호작용중인 두 입자의 위치를 바꿀 때 파동함수의 부호가 반대로 바뀐다는 것이다. 즉 파동함수의 부호만 달라지므로, 우리가 관측 가능한 계의 물리적 상태인 확률 밀도 함수는 서로 위치를 바꾸기 전과 동일한 값을 가진다. 이런 반면, 보손의 파동함수는 두 입자의 위치를 바꾸었을 때 부호마저 동일하므로 대칭적이라 한다. 반대칭적 파동함수는 그 성질상 두 입자가 같은 지점에 동시에 놓일 수 있는 확률이 0인데, 이는 파울리 배타 원리의 수학적 근거가 된다.:162–218

### 가상 입자
조금 비약하는 감이 있지만 이해를 돕기 위해 간단히 말하자면, 모든 광자는 가상의 전자와 양전자가 쌍생성되었다가 아주 짧은 시간 후에 다시 결합하여 쌍소멸되어 발생한다. 진공상태에서는 불확정성 원리 ΔE · Δt ≥ ħ로 인해 에너지가 요동치는데, 이 에너지가 질량을 가진 입자를 만들어낼 정도로 높아졌을 때 쌍생성이 발생하고 낮아지면 쌍소멸이 일어나는 것으로 해석할 수 있다. 계산하면 가상 전자는 최대 1.3×10−21 s까지 존재할 수 있다.

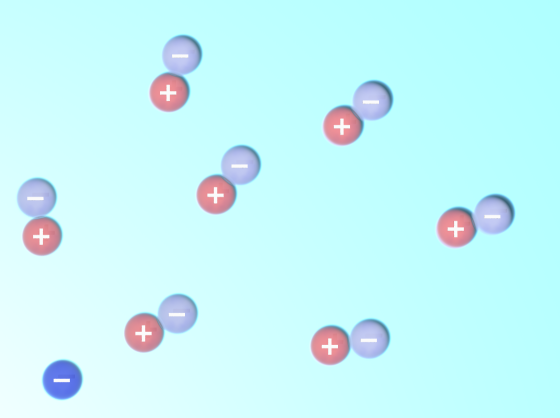
전자와 양전자 가상입자들이 서로 붙어있는 그림

전자-양전자가 쌍생성되면 즉각적으로 두 입자 주위로 전기장이 형성되고, 같은 종류의 입자끼리는 밀어내고 다른 종류의 입자끼리는 끌어당기는 정전기력이 작용하게 된다. 이로 인해 발생하는 현상을 진공편극이라 하는데, 물질에서밖에 존재할 수 없는 유전율이 진공에서 관측되는 이유를 제공한다. 또한 전자의 질량에 대해 가리움 효과를 만들어낸다. 진공편극은 1997년에 일본의 가속기 TRISTAN에서 실험적으로 검증되었다.
전자의 자기모멘트가 보어 마그네톤값에서 0.1%정도의 편차를 가지는 현상인 이상자기모멘트 역시 가상입자와의 상호작용으로 설명된다. 이론물리학자들이 계산을 통해 이 편차를 굉장히 높은 정확도로 설명해낸 것은 양자 전기역학의 가장 위대한 성취들 중 하나로 인정받고 있다.
고유각운동량과 자기모멘트를 가질 수 없다는 고전물리학상의 모순점은 전자로 인해 형성된 전기장속에 가상 광자를 도입함으로써 설명된다. 이 광자는 전자가 굉장히 빠르게 진동하는 치터베베궁이라는 현상을 만들어내고, 결국 전자로 하여금 세차 운동이 있는 원운동을 하게 하여 스핀과 자기모멘트를 만들어내는 것이다. 원자 스케일에서는 가상 광자를 통해 램 이동을 설명할 수 있다. 콤프턴 파장을 관찰해보면 불안정한 에너지로 인해 가상광자가 전자 주위에서 생성되었음을 확인할 수 있다. 램 이동은 또한 가상 입자가 근거리에서 정적으로 존재함을 암시한다.

### 상호작용
전자는 전기장을 형성하고, 이 전기장 내에서 전하를 띈 물질들은 상대론적 효과를 배제한다면 쿨롱 법칙에 의해 상호작용한다.(pp. 58–61) 전자가 움직이는 경우에는 상대론적 효과로 인해 자기장이 만들어지는데,(p. 140) 전자의 움직임인 전류와 자기장의 관계식은 앙페르 회로 법칙에서 잘 규명된다. 이처럼 전기는 자기를, 자기는 전기를 유도할 수 있으며 이러한 현상을 전자기 유도라 하는데, 전동기는 이 법칙을 응용한 대표적인 발명품이다. 전자가 아광속으로 움직일 때 발생하는 상대론적 전자기장은 리에나르-비헤르트 퍼텐셜에서 잘 묘사된다.(pp. 429–434)

전하 q를 가진 입자가 v의 속도로, 모니터 안 방향으로 형성된 B만큼의 자기장에 왼쪽에서부터 들어갈 때 전하의 움직임을 그린 그림이다.

전자가 자기장의 영향권에 들어가면 로런츠 힘이 전자의 이동방향에 수직으로 작용하기 시작한다. 로런츠 힘이 구심력으로 작용하기 때문에 전자는 회전 반지름의 나선 궤도를 그리며 운동한다. 등속 원운동이 가속운동이기 때문에 전자는 빛을 방출하는 싱크로트론 방사라 불리는 현상을 보인다.(p. 160) 이 때 에너지가 빠져나가기 때문에 아브라함 로런츠 힘을 받아 전자의 이동속도가 감소한다. 이를 방사 반작용이라고도 한다.

전자 e가 원자핵에 의해 굴절되면서 감소한 에너지 E_{2} − E_{1} 만큼 주파수 f의 제동복사가 발생한다.

양자 전기역학에 의하면 전자기적 상호작용은 두 입자가 광자를 교환하면서 발생한다. 주변에 아무것도 없이 혼자서 등속운동만 하는 전자가 에너지 보존 법칙이나 운동량 보존 법칙을 어겨가면서 광자를 흡수하거나 방출할 수는 없는 노릇이다. 그런데 주변에 전하를 띈 물체가 놓이게 되면, 가상 전자가 두 물체 사이에서 운동량을 서로 교환해주고, 이에 따라 쿨롱힘이 발생한다. 이처럼 쿨롱힘에 의해 궤적이 굴절될 때에도 전자는 빛을 방출하는 제동 복사라는 현상을 보인다.
광자와 자유전자가 비탄성적 충돌을 할 때에 콤프턴 산란이 발생한다. 이 때 광자의 운동량과 에너지가 전자에 전달되어 산란된 빛의 파장은 산란각에 따라 늘어나는데, 그 최대치는 2.43 pm로 콤프턴 파장이라고도 불린다. 가시광선처럼 빛의 파장이 마이크로미터 단위를 가진다면 이처럼 작은 차이는 무시될 수 있다. 이처럼 장파장과 전자 사이의 상호작용은 톰슨 산란이라는 별개의 원리로 따로 설명한다.
두 입자사이의 전자기력은 미세 구조 상수라는 이름의 상수로 설명된다. 두 입자 사이의 정전기적 에너지와, 전자 자체의 정지에너지 사이의 비율도 이와 같은 값을 가지는데, 계산하면 대략 ⁠1/137⁠이다.
전자와 양전자가 충돌하면 쌍소멸하며 여러 개의 광자를 감마선의 형식으로 방출한다. 만일 전자와 양전자가 거의 정지한 상태였다고 한다면 포지트로늄을 일시적으로 형성한 후에 2~3개의 광자를 감마선의 형출로 방사하는데 이 때 방출되는 에너지는 다 합치면 1.022 MeV정도 된다. 반면 고에너지 광자가 원자핵 등 전하를 띈 물질에 주사될 때 쌍생성이 관찰된다.
약한 상호작용에 대한 이론에서 전자의 파동함수중 왼손형은 약한 아이소스핀에서 전자 중성미자와 이중항을 이루는데, 이는 전자 중성미자가 전자와 동일하게 약한 상호작용을 한다는 뜻이다. 또한 이 둘은 W 보손을 방출하거나 흡수하면서 전하 흐름을 통해 다른 입자로 변환된다. W 보손이 전하를 날라주기 때문에 이 때 전하량의 변화는 발생하지 않는다. 전하 흐름은 방사성 동위 원소의 베타 붕괴와도 관련이 있다. 전자와 전자 중성미자는 모두 
Z0
를 교환함으로써 중성 흐름에 참여하고, 이로 인해 중성미자와 전자는 서로 탄성 산란된다.

### 원자와 분자

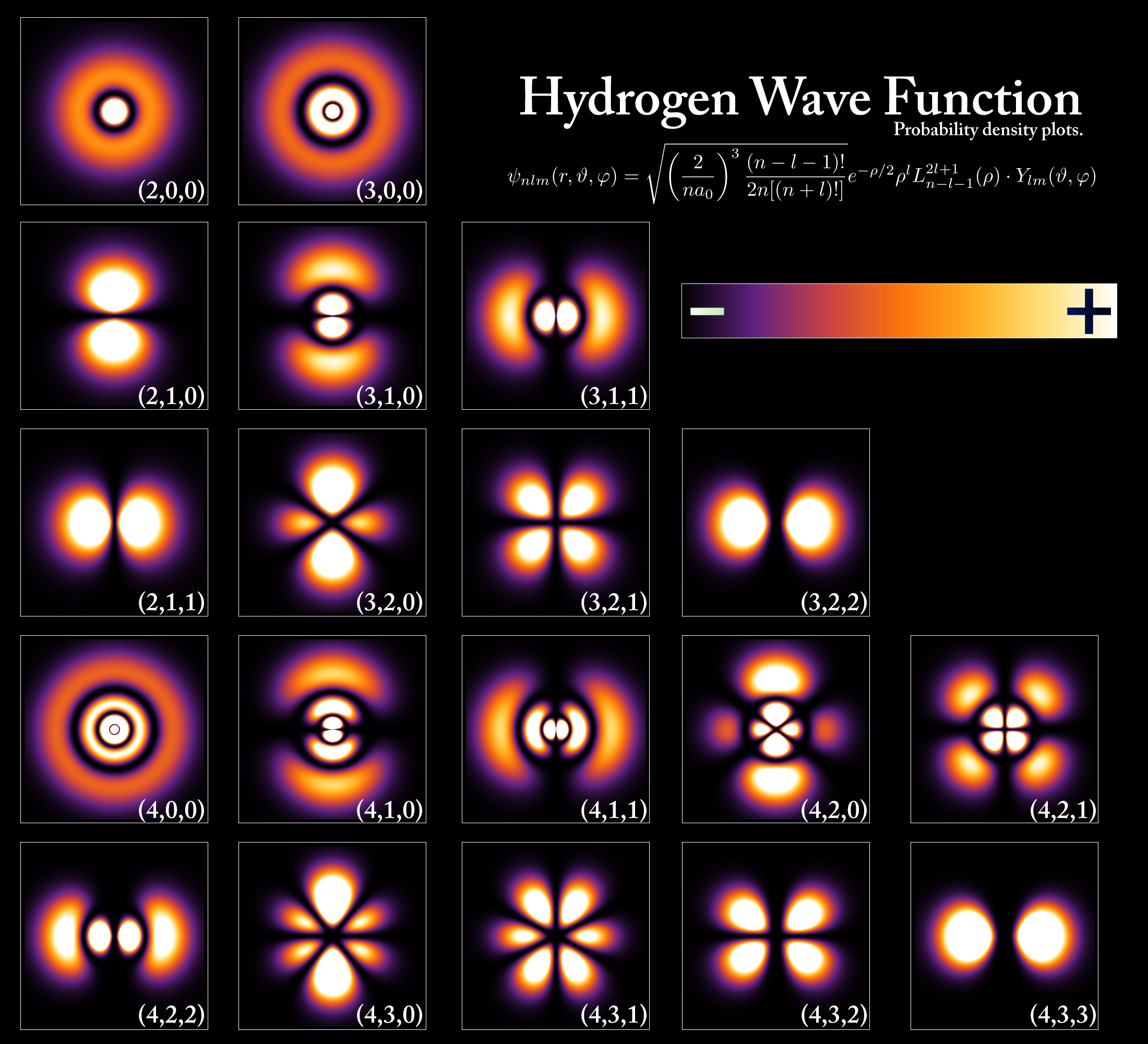
수소 원자 오비탈의 확률밀도를 색으로 표현했다.

전자는 쿨롱힘에 의해 양전하를 띄는 물질에 구속될 수 있다. 한 개 이상의 전자가 원자핵에 구속된 구조를 원자라 한다. 만일 전자의 갯수가 원자핵의 양성자 갯수보다 많거나 적어지면 원자 자체가 전하를 띄게 되는데, 이를 이온이라 한다. 구속된 전자의 파동성으로 인해 전자는 원자 오비탈이라 불리는 특수한 분포를 가진다. 각각의 오비탈은 에너지, 각운동량 등이 양자화되어 있으며 그 값은 파울리 배타 원리로 인해 서로 다를 수 밖에 없다. 이에 따라 각각의 오비탈은 고유의 양자수를 통해 서로 구분된다. 또한 하나의 오비탈에는 두 개의 전자가 들어가는데 이 둘은 각자 스핀 양자수로 구분된다.
전자는 광자를 방출하거나 흡수하면서 오비탈 사이를 이동할 수 있으며,:159–160 이외에도 다른 입자와의 충돌로 인해 오제 효과가 나타날 수 있다. 원자를 탈출하기 위해 전자는 이온화 에너지만큼의 에너지를 필요로 한다. 이처럼 전자가 원자의 구속으로부터 탈출하는 대표적인 현상이 바로 광전 효과이다.:127–132
오비탈에 있는 전자들의 각운동량은 양자화되어있으며, 전자에 전하가 있기 때문에 이런 각운동량의 양자화는 자기 모멘트의 양자화로 귀결된다. 원자는 모든 전자와 원자핵의 궤도 자기 모멘트와 스핀 자기 모멘트를 합친 만큼의 총 자기 모멘트를 가지는데, 원자핵의 자기 모멘트는 전자의 자기모멘트에 비해 무시할 수 있을 만큼 작은 값을 가진다. 만일 한 오비탈에 두 개의 전자가 들어있는 경우에는 두 전자가 서로 반대 방향의 스핀을 가지기 때문에 그 자기모멘트들이 서로 상쇄된다.
원자간 화학 결합 역시 전자기적 상호작용의 결과물로 양자역학으로 설명할 수 있다. 원자들은 전자를 공유함으로써 강하게 맞물린 형태의 분자라는 구조를 만들어낸다. 분자 내부에서 전자는 여러개의 원자핵과 상호작용하여 분자 오비탈을 만들어낸다. 원자 오비탈과 마찬가지로 분자 오비탈에서도 전자쌍이 중요한 역할을 한다. 전자쌍은 서로 다른 스핀을 가진 전자가 하나의 오비탈을 차지하는 것을 의미하는데, 이 때 스핀이 서로 다르기 때문에 파울리 배타 원리를 동시에 만족시킬 수 있다. 두 원자 사이의 결합에 직접적으로 관여하는 오비탈은 그 확률분포가 두 원자핵 사이의 좁은 구간에 밀집된 양상을 보이며, 결합에 참여하지 않는 오비탈의 경우는 분자 전체에서 고루 퍼져있는 확률분포를 보인다.

### 전도율

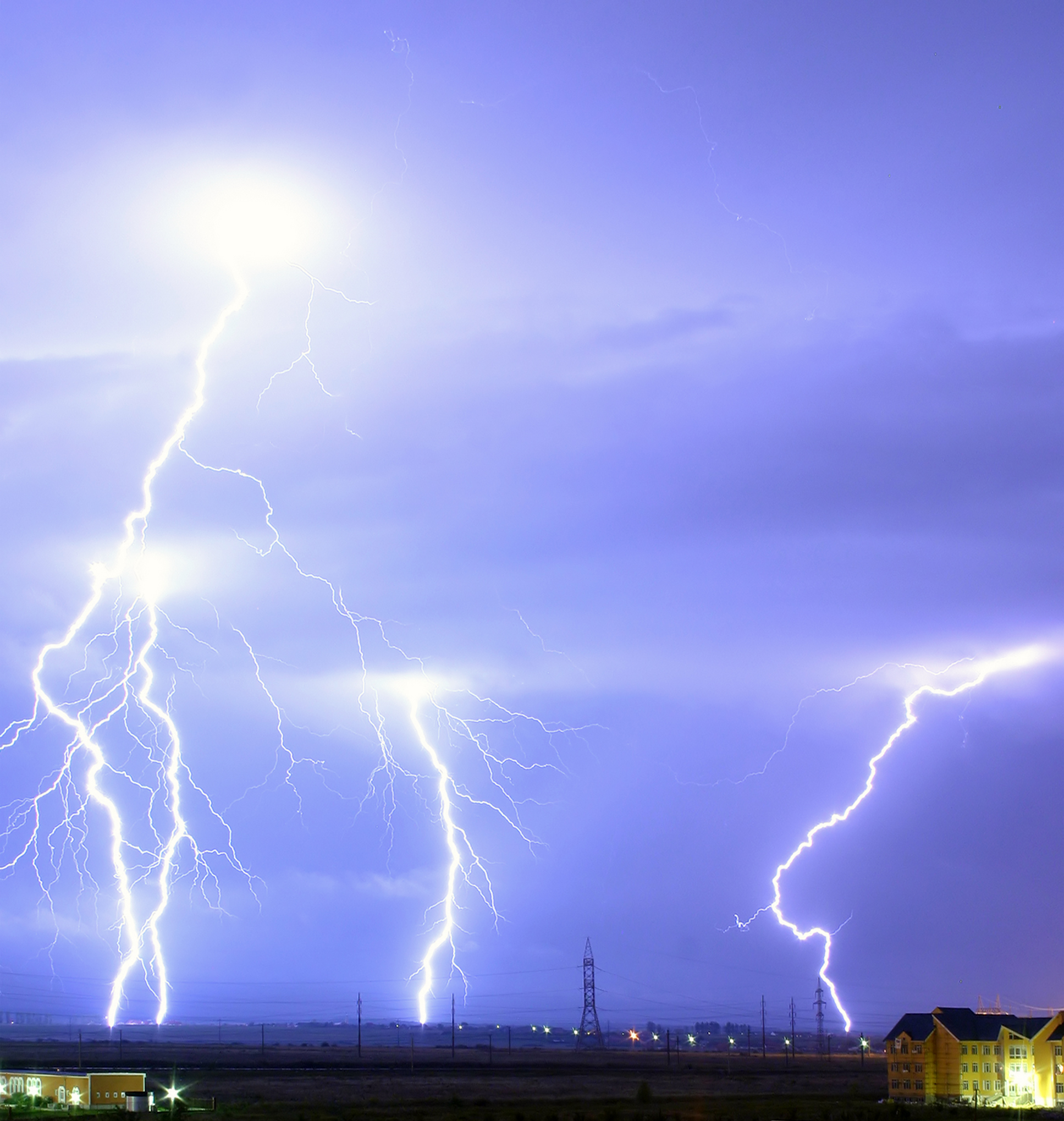
번개는 전자의 흐름으로 이루어져 있다. 마찰전기로 인한 하늘과 땅의 전위차로 인해 발생한다.

만일 어떤 사물이 가지고 있는 원자핵들의 총 전하량보다 전자의 수가 많거나 적어지면 그 사물은 전하를 띄게 된다. 전자가 더 많을 경우는 음으로 대전되었다 하고, 전자가 더 적은 경우는 양으로 대전되었다 한다. 만일 전자의 갯수와 양성자의 갯수가 완전히 동일하다면 그 사물은 중성상태라고 한다. 사물을 수건 등으로 문지르면 마찰전기가 발생해 대전된다.
원자핵에 구속되어있지 않고 진공에서 자유롭게 움직이는 전자들은 자유전자라 하는데, 금속에 있는 전자들도 자유롭게 움직이기 때문에 자유전자라 불린다. 실제로 금속이나 일부 고체에 있는 전자들은 다른 상태의 전자들과 여러 물리화학적 성질은 같지만 유효질량은 다르다고 해서 준입자의 일종인 준전자로 간주된다. 자유전자들이 일정한 방향성을 가지고 움직일 때 발생하는 전하 흐름을 전류라 하고, 전류가 발생할 때에는 상대론적 효과로 인해 자기장도 같이 생성된다. 전기와 자기는 상보적 관계여서 자기장의 변화가 전류를 만들어낼 수도 있는데, 둘 사이의 수학적 관계는 맥스웰 방정식으로 설명된다.
금속에 전압을 가했을 때 얼마나 전류가 잘 흐르는지에 대한 변수로 전기전도율이 있다. 구리나 금 등의 도체는 전기가 잘 통하지만 유리나 테플론 등의 부도체에서는 전기가 거의 통하지 않는 이유도 전도율에 차이가 있기 때문이다. 원자에 전자가 단단히 매여있는 부도체들은 유전체로 사용할 수도 있다. 대부분의 반도체들은 도체와 부도체 사이의 전도율을 가진다. 반면 금속은 띠구조를 가져서 전자들이 특정 원자의 구속에 영향을 받지 않아 마치 자유전자나 비편재화된 전자처럼 존재하기 때문에 전기장을 걸어주면 마치 기체처럼 움직이는 현상을 관찰할 수 있다. 이를 페르미 기체라 한다.
그러나 실제로 금속 내부에는 원자핵이 있기 때문에 전자들은 원자핵과 자꾸 충돌을 일으킬 수 밖에 없고, 전자는 끝없이 가속되는 대신 초속 수밀리미터의 유동속도로 이동하게 된다. 그러나 실제로는 스위치를 누르면 거의 동시에 전등에 불이 들어온다. 이처럼 도체의 어느 한 부분에서 전류가 바뀌면 그 정보가 도체를 타고 다른 부분으로 전파되는 속도는 전자의 실제 이동속도보다 훨씬 빨라서 광속의 75%에 달한다. 이는 전류의 정보가 도체를 타고 파동의 형태로 전달되기 때문에 발생하는 현상이다.
금속의 전기전도율은 온도에 반비례한다. 열이 가해지면 금속의 격자구조가 불안정해지는데, 이는 비저항을 증가시키는 결과를 부른다. 금속은 열전도율도 높은데, 이는 비편재화된 전자들이 원자 사이를 오가며 열에너지를 빠르게 전달해주기 때문이다. 그러나 전기전도율과는 달리 열전도율은 온도와 크게 관련이 없다. 열전도율과 전기전도율의 비는 비데만-프란츠의 법칙으로 기술할 수 있다.
만일 물질이 임계점보다 차갑게 냉각되면 저항이 사라지는 초전도 현상이 나타난다. BCS 이론에 의하면 초저온의 상태에서는 전자들이 포논이라 하는 결정 격자의 진동을 매개로 상호작용하여 쿠퍼쌍을 형성한다. 이 때 전자들은 원자핵과 충돌하지 않을 수 있어 충돌의 결과인 전기저항이 발생하지 않는 것이다. 그러나 BCS 이론은 고온 초전도체의 원리는 설명하지 못한다.
도체 내부의 전자들은 절대 영도에 근접한 초저온 상태에서 속박되어 스피논, 오비톤, 홀론이라는 별개의 준입자로 간주된다. 스피논은 스핀과 자기모멘트를, 오비톤은 전자의 공간적 형태인 오비탈 자유도를, 홀론은 전하를 나타내는 준입자이다.

### 화학적 성질
화학에서는 주로 원자가전자에 대해 주목하는데, 그 이유는 전자가 원자의 성질을 결정하는 데 중요하기 때문이다. 원자가전자가 1개이면 알칼리 금속으로 양이온이 되며 특히 할로젠 원소와 격렬히 반응한다. 원자의 최외각전자가 8개이면 단원자 분자 형태로 존재하고 비활성 기체로서 반응을 거의 안 하는데 그 이유는 옥텟 법칙에 따라 최외각 전자가 8개일 때 원자가 가장 안정하기 때문이다.

### 운동과 에너지
아인슈타인의 특수 상대성이론에 따르면 전자의 속력이 빛의 속력에 근접할 때 관찰자가 볼때 그 상대론적 질량이 증가하게 되고, 이에 따라 점점 더 가속에 필요한 힘과 에너지가 많아진다. 전자가 실제로 진공에서 빛의 속력에 도달할 수는 없다. 그러나 물과 같은 매질 안에서 빛의 속도는 현저하게 느려지게 되고, 이런 경우에 전자는 그 매질에서 빛의 속력보다 더 빠르게 움직이는 경우도 종종 발생한다. 이 때 전자는 매질과 상호작용하여 빛을 방사하게 되는데 이를 체렌코프 효과라 한다.
전자의 상대론적 운동에너지 Ke는 다음과 같다.

입자의 속력에 대한 로런츠 인자의 변화. 1에서 시작해서 속력이 광속에 근접하면 무한대로 발산한다.

{\displaystyle \displaystyle K_{\mathrm {e} }=(\gamma -1)m_{\mathrm {e} }c^{2}}
여기서 {\displaystyle \scriptstyle \gamma =1/{\sqrt {1-{v^{2}}/{c^{2}}}}}는 로런츠 인자를, v는 전자의 속력을, me는 전자의 질량을 나타낸다. 전자는 파동성도 지니기 때문에, 드브로이의 물질파 공식을 적용하면 그 파장을 구할 수 있다. 스탠퍼드 선형 가속기는 전자를 51 GeV까지 가속시킬 수 있는데, 이 경우 전자의 파장은 대략 2.4×10−17 m까지 작아진다. 전자의 크기가 원자핵보다 작아지면 그 구조를 탐구하는게 훨씬 수월해진다.

## 형성

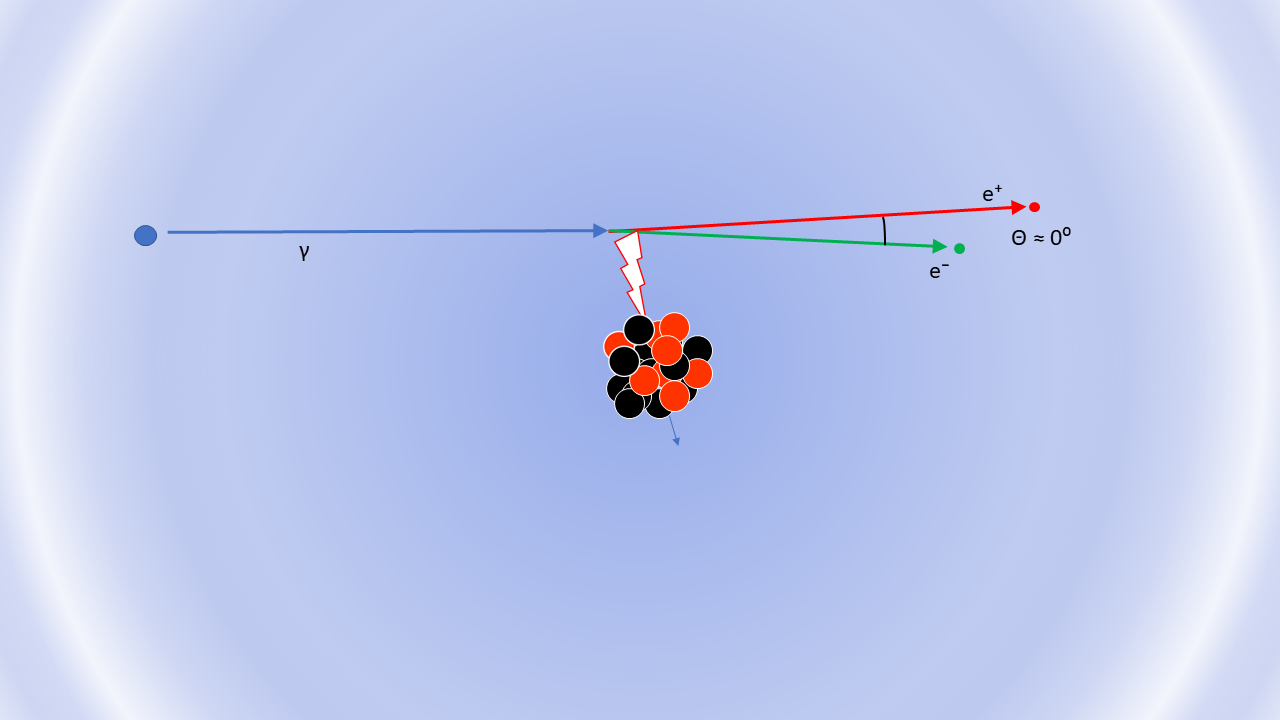
전자와 양전자가 쌍생성되는 모습. 광자가 원자핵에 가까이 지나갈 때 이 광자는 원자핵과 가상 광자(번개모양)을 교환하며 상호작용한다. 이에 따라 전자와 양전자가 아주 작은 각도를 사이에 두고 쌍생성된다.

우주의 발생에 대해 가장 널리 인정받는 이론은 대폭발이론이다. 대폭발이 일어난 후 1 밀리초가 흘렀을 때 우주의 온도는 10억 켈빈에 달하고, 광자들의 평균 에너지는 100만 전자볼트에 이른다. 광자는 서로 충돌하여 전자와 양전자를 생성할 수 있는데, 이를 도식으로 나타내면 다음과 같다.

γ
 + 
γ
 ↔ 
e+
 + 
e−

이처럼 광자의 충돌에 의해 전자와 양전자가 쌍생성되고, 전자와 양전자는 다시 쌍소멸하며 광자를 방출하는 입자의 순환이 우주 초기에는 아주 활발하게 이루어졌을 것이다. 그러나 우주 생성 이후 15초가 지나면 온도는 급격하게 떨어져 광자들은 더 이상 전자와 양전자를 만들어낼 정도로 높은 에너지를 가지지 못하게 된다.
결국 초기에 만들어진 전자와 양전자, 입자와 반입자들은 다시 쌍소멸하며 감마선을 방출했을 것이다. 그러나 현재 우주를 보면 물질이 반물질에 비해 압도적으로 많이 존재하는데, 입자가 반입자에 비해 더 많이 살아남게 된 이유에 대해서는 아직 명확히 밝혀지지 않았다. 이를 중입자 비대칭 문제라 한다. 남아있는 양성자와 중성자들은 곧이어 하나로 뭉쳐지며 수소와 헬륨 동위원소가 된다. 이 때 리튬도 미량이나마 같이 생성된다. 이러한 핵합성과정은 우주 생성 이후 5분에 절정을 맞이한다. 다른 입자와 결합하지 못한 중성자들은 대략 1000초의 반감기가 지나면 베타 붕괴를 통해 양성자와 전자로 나뉜다. 이 과정을 도식으로 나타내면 다음과 같다.

n
 → 
p
 + 
e−
 + 
ν
e
이후 30~40만 년 동안은 우주가 너무 뜨거워서 전자의 에너지가 원자핵에 구속될 정도로 충분히 낮아지지 못한다. 그러나 시간이 흐르며 전자의 에너지가 점점 낮아지게 되고, 결국 대부분의 전자들은 원자핵에 재결합하여 중성원자를 형성한다. 재결합을 통해 우주의 입자들은 전기적으로 중성을 띄게 되어 빛이 자유롭게 돌아다닐 수 있게 된다.
대략 백만 년이 지나면 항성이 태어나기 시작한다. 항성 핵합성 과정에서 다시 양전자들이 대량으로 만들어지는데, 이 양전자들은 근처의 전자들과 즉각적으로 반응해서 감마선을 내뿜고 사라진다. 그 결과 전자의 수는 점점 줄어들고 중성자의 수가 늘어나게 된다. 그러나 항성진화가 계속되며 항성의 핵에서는 방사성 동위원소들이 합성되기 시작한다. 이렇게 만들어진 동위원소들은 베타 붕괴를 통해 다시 전자를 내뿜는다.

우주선과 대기권의 충돌로 인해 전자를 비롯해 여러 종류의 입자가 만들어지고 있다.

태양질량보다 20배 이상 무거운 항성들은 그 수명이 다하면 중력붕괴하여 블랙홀이 된다. 고전물리학에 의하면 이렇게 형성된 블랙홀은 그 중력이 너무나도 강해 전자기파마저도 슈바르츠실트 반지름 너머로 빠져나갈 수 없다. 그러나 양자역학에 의하면 블랙홀은 호킹 복사라 불리는 현상을 통해 전자기파를 방출하고 있다.
또한 사건의 지평선에서 쌍생성된 가상의 전자와 양전자들 중 우연히 사건의 지평선 너머에서 그 중 하나만 형성된 경우, 이 입자는 우주공간으로 방출될 수 있다. 그런데 이 두 입자는 원래부터 존재하던 입자가 아닌, 에너지 0의 공간에서 요동으로 인해 발생한 입자들이다. 그런데 우주공간으로 방출된 입자는 그 종류가 전자든 양전자든간에 양의 에너지를 가지게 된다. 따라서 블랙홀 내부로 삽입된 반대쪽 입자는 음의 에너지를 가지게 되고, 결국 블랙홀의 에너지 총량은 줄어들게 된다. 이를 거시적으로 보았을 때 블랙홀은 마치 입자를 방출하는 것처럼 보이게 되는 것이다. 결국 블랙홀은 점점 증발하고, 최종적으로는 폭발하게 된다.

이외에도 전자는 우주선에 의해 형성된다. 우주선은 우주를 부유하는 고에너지 입자를 말하는데, 개중에는 3.0×1020 eV에 달하는 에너지를 가지는 것도 있다. 이들이 지구 대기권에 들어오면서 다른 양성자나 중성자와 충돌하게 되고, 여기서 나온 입자들이 연쇄적으로 충돌을 일으켜 파이 중간자를 비롯한 많은 입자들이 만들어진다. 대기권 상층부에서 형성된 파이 중간자는 내려오면서 붕괴하여 뮤온으로 바뀐다. 이를 도식으로 나타내면 다음과 같다.

π−
 → 
μ−
 + 
ν
μ
뮤온은 얼마 지나지 않아 전자나 양전자로 붕괴하는데, 전자로 붕괴하는 경우를 도식으로 나타내면 다음과 같다.

μ−
 → 
e−
 + 
ν
e + 
ν
μ

## 관측

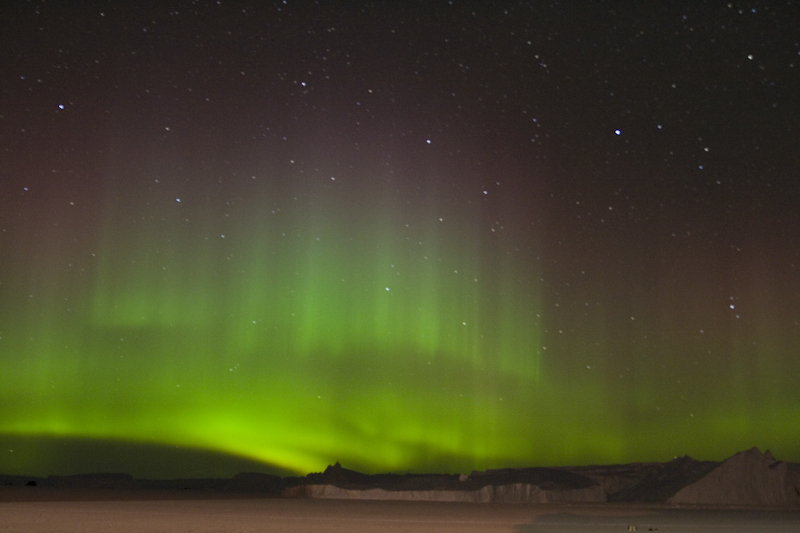
오로라는 대기권으로 들어오는 고에너지 전자에 의해 발생하는 대표적 현상이다.

전자의 관측은 주로 전자가 발산하는 에너지를 감지하는 방식으로 이루어진다. 항성의 코로나처럼 고에너지 환경에서 플라즈마 상태의 자유 전자들은 제동 복사의 형태로 에너지를 방출한다. 플라즈마 상태의 전자들은 마찬가지로 플라즈마 상태인 원자핵들과 함께 플라스마 진동을 일으키는데, 이 때 방출되는 전자기파를 전파망원경으로 관측할 수 있다.
광자가 가진 에너지는 그에 비례하는 주파수로 나타난다. 원자에 구속된 전자가 두 에너지 준위 사이를 이동할 때 특정 주파수의 광자를 흡수하거나 방출하는 것이 그 까닭이다. 일례로 원자에 빛을 비추면 흡수 스펙트럼이 나타나는데, 이 때 검은색으로 흡수된 주파수의 빛이 그 원자가 가지는 전자들의 에너지 준위 차이를 의미한다. 원소나 분자마다 고유한 스펙트럼선을 가지는데 수소 스펙트럼 계열이 대표적이다. 이 스펙트럼선을 분석하는 학문을 분광학이라고 하며, 이를 통해 물질의 구성성분이나 물리적 성질을 알아낼 수 있다.
전자 개개의 상호작용을 분석하기 위해 연구실에서는 입자검출기라는 기계를 사용한다. 입자검출기는 에너지, 스핀, 전하 등 각 입자의 고유한 특성을 감지하여 입자의 종류를 분석하는 기능을 갖추고 있다. 사중극자 이온트랩과 페닝트랩이 개발된 결과 전하를 띈 입자를 아주 작은 공간에 오랫동안 담아두는 것이 가능해졌고, 이를 통해 입자의 성질을 정확하게 측정할 수 있게 되었다. 대표적으로 페닝트랩을 사용해 전자 1개를 10달동안 붙잡아두는데 성공한 적이 있으며, 이를 통해 1980년대에는 전자의 자기모멘트를 소숫점 11자리까지 측정하는데 성공했다.
2008년 2월에는 스웨덴 룬드 대학교 연구팀이 아토초 단위로 빛을 깜빡여서 전자의 움직임을 촬영하는데에 성공했다. 고체 내에서 전자의 분포는 광전 효과를 통해 고체의 푸리에 공간에 대한 정보인 역격자를 측정하는 기술인 각분해광전자분광(ARPES)을 통해 측정할 수 있다. 이 방법을 통해 전자의 속도를 측정할 수 있고, 이를 분석해서 물질 내에 전자의 산란 현상을 관측할 수 있다.

## 같이 보기
- 원자
- 원자 궤도
- 전자 친화도

## 주해
1. ↑  전자의 전하를 기준으로 하기 때문에 -1이다.
2. ↑  과거에는 질량에 대한 전하비보다 전하에 대한 질량비를 측정하는 것이 일반적이었다.
3. ↑  이 크기는 스핀 양자수에 대한 다음의 방정식을 만족시키기 위해 s=⁠1/2⁠이어야 한다는 사실에서 기인한다.

{\displaystyle {\begin{alignedat}{2}S&={\sqrt {s(s+1)}}\cdot {\frac {h}{2\pi }}\\&={\frac {\sqrt {3}}{2}}\hbar \\\end{alignedat}}}
4. ↑  보어 마그네톤은 다음과 같다.
{\displaystyle \textstyle \mu _{\mathrm {B} }={\frac {e\hbar }{2m_{\mathrm {e} }}}.}
5. ↑  고전전자반지름의 유도과정은 이렇다. 전자 내부에서 전하가 구형으로 균질하게 분포한다고 가정해보자. 이런 경우 원자핵처럼 전자 내부의 각 부분들은 서로 반발하기 때문에, 전자는 그 자체로 정전기적 퍼텐셜 에너지를 저장하고 있다. 이 에너지를 특수 상대성이론 E = mc2에 의해 정의되는 정지에너지와 동일하다고 해보자.

정전기학에 의하면 전자에 저장된 퍼텐셜 에너지는 다음과 같다.

{\displaystyle E_{\mathrm {p} }={\frac {e^{2}}{8\pi \varepsilon _{0}r}},}이 때 r은 반지름, e는 전자의 전하, ε0는 진공 유전율을 의미한다. 전자의 질량을 m0라 한다면 전자의 정지에너지는 {\displaystyle \textstyle E_{\mathrm {p} }=m_{0}c^{2}}이다. 이 때 c는 진공에서의 광속을 의미한다. 이 두 항을 연립함으로써 고전적 전자 반지름의 값을 계산할 수 있다.
6. ↑  두 입자가 있는 지점을 x0이라 할 때 f(x0) = -f(x0)을 만족하는 f(x0)=0이기 때문에 그렇다.
7. ↑  전자의 비상대론적 움직임으로부터 나타나는 빛의 방사는 사이클로트론 방사라고도 부른다.
8. ↑  두 빛의 파장차이를 Δλ라 할 때, 산란각 θ과 다음과 관계식을 가진다.
{\displaystyle \textstyle \Delta \lambda ={\frac {h}{m_{\mathrm {e} }c}}(1-\cos \theta ),}
여기서 c는 진공의 광속을, me는 전자의 질량을 의미한다.[71](p. 393, 396)